# 923년

## 연호
- 후량(後梁) 용덕(龍德) 3년
- 후당(後唐) 동광(同光) 원년
- 요(遼) 천찬(天贊) 2년
- 후백제(後百濟) 정개(政開) 24년
- 고려(高麗) 천수(天授) 6년
- 일본(日本) 엔기(延喜) 23년 / 엔초(延長) 원년
- 전촉(前蜀) 건덕(乾德) 5년
- 남한(南漢) 건형(乾亨) 7년
- 양오(楊吳) 순의(順義) 3년

## 기년
- 후량(後梁) 말제(末帝) 11년
- 후당(後唐) 장종(莊宗) 원년
- 요(遼) 태조(太祖) 17년
- 신라(新羅) 경명왕(景明王) 7년
- 고려(高麗) 태조(太祖) 6년
- 후백제(後百濟) 견훤(甄萱) 정개 32년
- 발해(渤海) 대인선(大諲譔) 18년

## 탄생
- 고려(高麗) 3대 국왕(國王) 정종(定宗)
- 고려(高麗)의 승려(僧侶) 균여(均如)